# Черешнюк, Василий Иванович
Василий Иванович Черешнюк (12.04.1901 — 24.04.1989) — советский военачальник, бригадный комиссар, генерал-майор (06.12.1942). Участник Гражданской, Великой Отечественной войн.

## Биография
Василий Иванович Черешнюк родился 12 апреля 1901 года в г. Первомайск Одесской области Украинской ССР.
с мая 1919 года по мая 1920 года участник Гражданской войны на Юго-Западом фронте.
В составе РККА с мая 1919 года по 12 декабря 1920 года и с марта 1921 года.
С 20 марта 1941 года по 20 сентября 1941 года полковой комиссар 46-й танковой дивизии.
Участник Великой Отечественной войны с июня 1941 года на Северо-Западном фронте.
В августе 1941 года награжден Орденом Красной Звезды.
С 20 сентября 1941 года по 25 июня 1942 года начальник политического отдела 34-й армии
Генерал-майор Василий Иванович Черешнюк в должности члена Военного Совета 34 Армии с 25 июня 1942 года по 13 января 1944 года.
В период 18-22 августа 19443 года при прорыве переднего края вражеской обороны и нанесении противнику тяжелых потерь в людях и технике, в результате которого были улучшены позиции наступающих частей армии, находился в войсках, руководя и оказывая непосредственную помощь руководителям операций при ведении боев. Своим пребыванием в войсках вдохновлял бойцов и офицеров на выполнение боевых задач.
6 декабря 1942 года повышен в звании до генерал-майора
За руководство этими операциями, за личную храбрость и мужество, проявляемые в боях за Советскую Родину, был награжден 13 ноября 1943 года орденом Красного Знамени.
В мае 1944 года награжден орденом Кутузова II степени.
С 12 ноября 1944 по 3 февраля 1945 года член Военного совета 2-й гвардейской армии.
22 мая 1945 года награжден Орденом Суворова II степени.
В феврале 1945 года награжден Орденом Ленина.
Демобилизован в сентябре 1953 года.
Умер 24 апреля 1989 года. Захоронен на Кунцевском кладбище в городе Москва рядом с женой.

## Награды
- Орден Красной Звезды (1941)
- Орден Красного Знамени (1943)
- Орден Красного Знамени (1950)
- Орден Кутузова II степени (1944)
- Орден Ленина (1945)
- Орден Отечественной войны I степени[6]
- Орден Суворова II степени (1944)
- Медаль «За взятие Кенигсберга» (1945)
- Медаль «За победу над Германией в Великой Отечественной войне 1941—1945 гг.» (1945)
- Медаль «За победу над Японией» (1945)